# Altenreith
Altenreith ist eine Katastralgemeinde der Gemeinde Gaming im Bezirk Scheibbs in Niederösterreich.

## Geografie
Altenreith liegt am Brettlbach, der über den Pockaubach und den Gamingbach in die Erlauf abfließt. Zur Katastralgemeinde zählt auch die ehemalige Ortschaft Pockau samt Lichtenschopf und Naschenberg.

## Siedlungsentwicklung
Zum Jahreswechsel 1979/1980 befanden sich in der Katastralgemeinde Altenreith insgesamt 125 Bauflächen mit 53.357 m² und 66 Gärten auf 146.800 m², 1989/1990 waren es 116 Bauflächen. 1999/2000 war die Zahl der Bauflächen auf 295 angewachsen und 2009/2010 waren es 181 Gebäude auf 330 Bauflächen.

## Geschichte
Im Jahr 1822 wurde der Ort als Rotte mit 19 Häusern erwähnt, die nach Gaming eingepfarrt war und wohin auch die Kinder eingeschult wurden. Die Herrschaft Gaming besaß die Ortsobrigkeit und besorgte die Konskription, während die Herrschaft Scheibbs die Landgerichtsbarkeit ausübte. Die Untertanen und Grundholde des Ortes gehörten den Herrschaften Gaming und Purgstall. Laut Adressbuch von Österreich waren im Jahr 1938 in Altenreith ein Gastwirt und zahlreiche Landwirte ansässig.

## Bodennutzung
Die Katastralgemeinde ist forstwirtschaftlich geprägt. 416 Hektar wurden zum Jahreswechsel 1979/1980 landwirtschaftlich genutzt und 956 Hektar waren forstwirtschaftlich geführte Waldflächen. 1999/2000 wurde auf 383 Hektar Landwirtschaft betrieben und 986 Hektar waren als forstwirtschaftlich genutzte Flächen ausgewiesen. Ende 2018 waren 355 Hektar als landwirtschaftliche Flächen genutzt und Forstwirtschaft wurde auf 993 Hektar betrieben. Die durchschnittliche Bodenklimazahl von Altenreith beträgt 18,3 (Stand 2010).